# Ill Will Records
Ill Will Records ist ein im Jahr 2000 vom Rapper Nas gegründetes Sublabel von Columbia Records. Das Label ist Nas’ 1992 ermordetem Freund Willie „Ill Will“ Graham gewidmet und nach ihm benannt. Nachdem Nas’ Album God’s Son im Jahr 2002 veröffentlicht worden war, half er den Bravehearts dabei, ihr Debütalbum Bravehearted fertigzustellen und es bei Ill Will Records zu veröffentlichen. Ill Will Records vermarktet Nas sowie die Bravehearts über Columbia Records und Quan über Atlantic Records.

## Künstler
- Nas
- Bravehearts (bestehend aus Jungle und Wiz)
- Quan
- NaShawn (auch bekannt als Millennium Thug)
- Tre Williams
- Twin N Inches
- Chrisette Michele